# تجعدات صغيرة

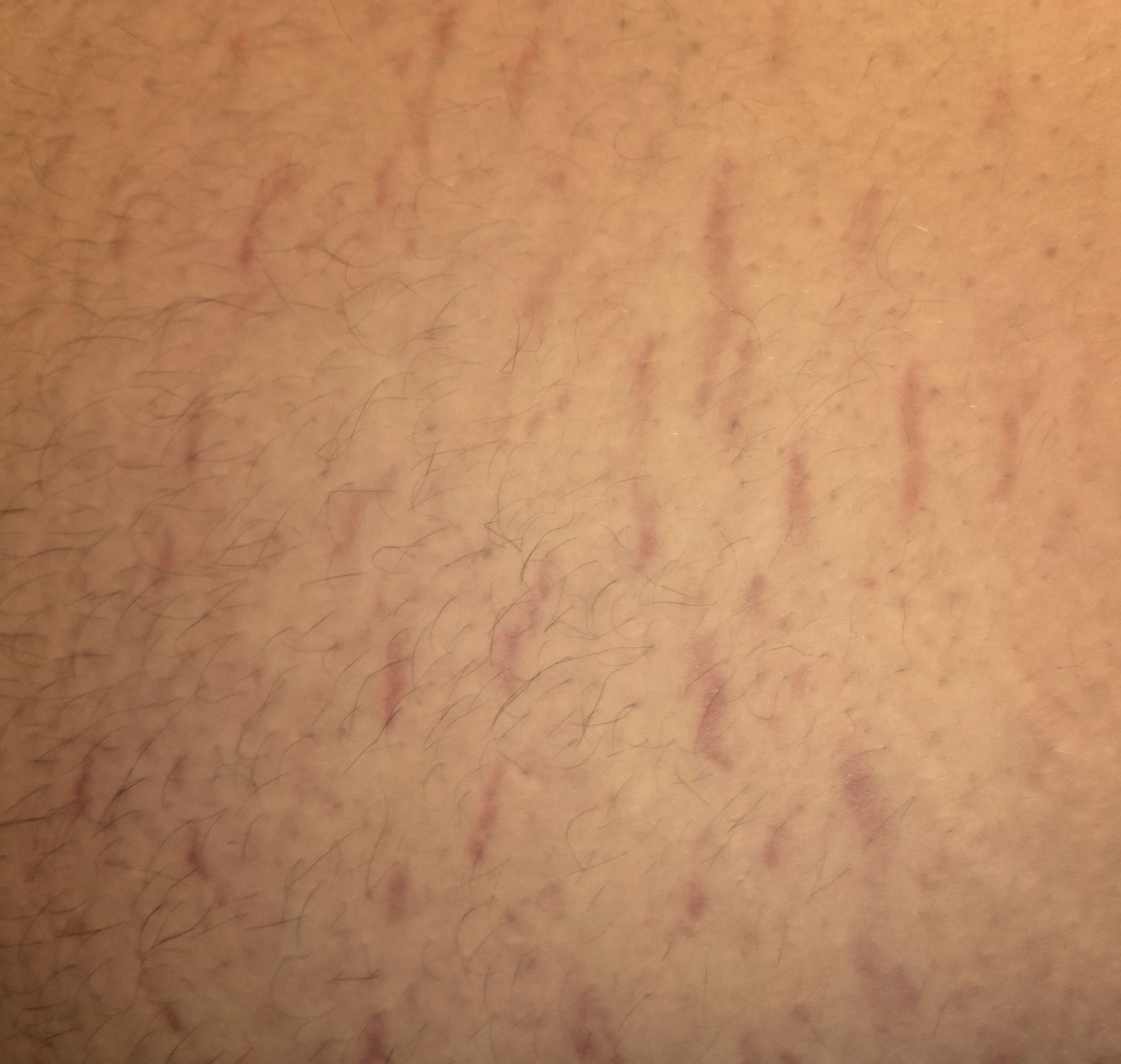
تجعدات صغيرة بالفرب من السرة.

ستريا أو التجعدات الصغيرة أو علامات التمدد (بالإنجليزية: Stretch marks)‏ هو مصطلح عام ويعني (شروخ)، تظهر على الجلد المتعرض لتمدد زائد بسبب ضمور ضفيرته المرنة. ويطلق أيضًا على القنوات الرقيقة الضيقة، أو الخط الرفيع أو مجموعة خطوط رفيعة، خاصة إذا كانت هذه الخطوط متقاربة لبعضها البعض. وعلامات التمدد أو السطور، كما يطلق عليها في علم الأمراض الجلدية، هي شكل من أشكال ندب على الجلد مع مسحة خارج اللون، وهي تحدث بسبب تمزقات في الأدمة، وقد تقل مع مرور الوقت، لكنها لا تتلاشى بشكل كامل.
التشققات الجلدية هي غالبًا ما تكون نتيجة التمدد السريع للجلد الذي نتج عن نمو سريع أو تغيرات سريعة في الوزن قد تتأثر التشققات الجلدية ايضًا بواسطة التغييرات الهرمونية المقترنة بسن البلوغ، أو فترة الحمل، أو كمال الأجسام، أو علاج تبادل الهرمون، إلى آخره. المصطلحات الطبية لهذه الأنواع من العلامات تشمل خطوط ضمورية، التمدد، توسعية السطر، خطوط توسعية جلدية، خطوط حملية (في الحالات التي ينشأ فيها من قبل الحمل)، ضمورية للخط، أو ببساطة السطور.

## الأعراض والمؤشرات
تظهر بدايةً كخطوط قرمزية أو مائلة إلى الحمرة إلى أن تميل تدريجيًا للون الأفتح، تظهر المناطق المتأثرة فارغة ولينة الملمس تحدث التشققات الجلدية في الأدمة، الطبقة اللينة المتوسطة والتي تساعد البشرة على الاحتفاظ بشكلها، لاتتكون التشققات الجلدية طالما وجد الدعم من الأدمة ويلعب التمدد دورًا في تحديد أماكن ظهور العلامات وفي أي اتجاه يسير، التمدد ليس هو السبب الوحيد
للتشققات الجلدية يمكن أن تظهر في أي مكان في الجسم، ولكنها غالبًا ما تظهر في الأماكن الأكثر تخزيناً للسمنة ومن أكثر المناطق شيوعًا هي البطن (خصوصًا بالقرب من السرة) والصدر والعضد وتحت الإبط والظهر والالإخاذ (الداخلية والخارجية) والورك والأرداف بحيث أنها لاتشكل أي مخاطر صحية على الجسم ولا تضعف من قدرته على العمل بشكل طبيعي وإصلاح نفسه.

## الأسباب
هناك عدد من الاسباب تعزز من ظهور علامات التمدد: أثبتت دراسة من 324 امرأة بعد الولادة أن صغر سن الأم وارتفاع مؤشر كتلة الجسم وزيادة الوزن فوق 15 كيلوجرام (33 رطلا) وارتفاع وزن الرضيع كان مصاحب لظهور «الستريا» والمراهقين هم الأكثر عُرضة لتنمية هذه الخطوط الحادة
الهرمونات القشرية السكرية (جلوكوكورتيكويد) المسؤولة عن ظهور علامات التمدد تؤثر على الأدمة عن طريق منع الخلايا الليفية من تكوين ألياف الكولاجين والإلاستين الضرورية للحفاظ على نمو سريع لبشرة مشدودة، إن هذا يسبب قلة في دعم النسيج وكلما تمدد الجلد فإن ذلك يقودنا إلى تمزقات جلدية.
وللبشرة المعرضة لقوة تمدد أكبر من ما تستطيع تحمله ستتمزق والتغيرات الهرمونية والجينية تؤثر على قدرة البشرة على مقاومة قوة التمدد، كما تفعل الحمية الغذائية وربما التمارين.

## الوقاية
مابين 75- 90% من النساء تظهر لديهن التشققات الجلدية إلى درجة معينة خلال فترة الحمل نتيجة لتغير الهرمونات خلال فترة الحمل وغالبا ما تظهر علامات تمدد الجلد في الشهر السادس أو السابع وتحديدا في الأشهر الثلاث الأخيرة نظرا للتمدد السريع الذي يتعرض له الجلد في هذه الفترة. عمل فريق بحث ألماني على تجربة استعمال التدليك والترطيب لعلاج هذه المشكلة وكانت النتيجة أن ثلث النساء المعالجات فقط ظهرت لديهن علامات التمدد ولم تظهر لدى الثلثين الأخرين ولكن تبقى دقة هذه الدراسة غير واضحة وفي دراسة عشوائية تم اختبار ما إذا كانت الزيوت أو الكريمات تساعد في الوقاية من تطور هذه التشققات فقد أظهرت هذ الدراسة أن الاستعمال اليومي لكريم تروفولاستين الذي يحتوي على خلاصة الغوتوكولا وفيتامين E قلل من اثار تمدد الجلد اثناء الحمل واختبرت دراسة أخرى على الرغم من نقص أحد عناصر التحكم بالدراسة، كريم (فيرم) ويحتوي على فيتامين Eوبانثينول وحمض الهيالورونيك والإيلاستين والمنثول. أسفرت هذه الدراسة عن تراجع في اثار تمدد الجلد المعالج مقارنة مع غير المعالج خلال فترة الحمل وتستطيع المرأة الحامل أن تمنع الحكة من البشرة الجافة والمتمددة عن طريق إبقاءها رطبة ويوصي الطب التقليدي في اليابان بزيت البيض من الشهر الرابع من الحمل لمنع علامات التمدد وهناك أدوية وهميه مسيطرة عليها بازدواجية العمى ودرس من خلالها أن 300 من النساء تذوقوا زبدة الكاكاو والنتيجة لم يتم العثور على وجود فروق ذات دلالة إحصائية.

## الإزالة
تتوفر علاجات مختلفة من أجل تحسين مظهر علامات التمدد الحالية، بما في ذلك العلاج بالليزر، الدرمابراسيون، ووصفات والرتينوئيدات. بعض الشركات تدعي بأن كريماتها تحقق أفضل النتائج على علامات التمدد الجديدة، إلا أن الدراسات التي تدعم هذا الإدعاء قليلة
اظهرت دراسة في مجلة جراحة الجلد أن استخدام الموجات اللاسلكية مع صبغة الليزر نانومتر 585 أعطت نتائج جيدة جدا في تحسين علامات التمدد لدى 33 من أصل 37 مريضا، إلا أن هذه الدراسة لاتزال بحاجة إلى مزيد من البحث والنتائج إضافة إلى ذلك، فقد تسبب استخدام صبغة الليزر إلى زيادة التصبغات في أصحاب البشرة الداكنة عند تكرار المعالجة
كما يمكن إزالة تمدد الجلد جراحيا عن طريق إزالة هذه العلامات والموجودة عادة في أسفل البطن ويعرف ذلك بعملية شد البطن، وتزيل هذه الجراحة الجلد الموجود أسفل السرة والذي تتراكم فيه عادة علامات التمدد
الوسيلة الجديدة تظهر ضآلة الليزر وتعرض شيئا غير مألوف يعالج التشققات الجلدية. باستخدام موزع سرعة النبض من الضوء فقط ندبات ضئيلة تمت إزالتها بواسطة الليزر بمقابل العلاجات الأخرى وتحدث هذه جروحًا مجهرية، يستجيب الجسم لكل علاج من خلال انتاجه لكولاجين ونسيج ظهاري جديدين في محاكمة سريرية في 2007، أدت 5-6 علاجات إلى تحسين السطور بنسبة تصل إلى 75 في المئة. أظهرت دراسة سريرية برازيلية في عام 2007م، أن إعادة صقل كسور الليزر يحسّن كلاً من الملمس والمظهر للشخص البالغ، والخطوط البيضاء على أنواع الجلد
وأجريت دراسة مؤخرًا لأسلوب جديد في علاج التشققات الجلدية نُشرت في «صحيفة علاج الأمراض الجلدية» على 17 امرأة يعانين من التشققات الجلدية خضعن للعلاج لستة مرات أسبوعيًا أظهرت النتائج في الأسبوع الأول بعد الجلسة السادسة من العلاج أن 38.2% و 11% من المريضات قُيموا أن لديهن تحسن في مظهر التشققات الجلدية لديهن بنسبة 25-50% و 51-75% على التوالي وتم التأكد من تأثير العلاج على المدى الطويل خلال فترة 6 أسابع من المتابعة التي أظهرت نسبة أعلى من المريضات اللواتي قُيمن بوجود تحسن في تشققاتهن الجلدية بما فيهن 26.5% و 5.9% منهن أظهرن تحسنًا بمعدل 51-75% وأكثر من 75% على التوالي ولم تُقيم أي من المشارِكات بعدم وجود تحسن في مظهر التشققات الجلدية وتم قياس درجة الرضا أيضًا لدى المريضات وأخبر 65% منهن عن رضاهن التام عن العلاج وعبرت 23% عن رضاهن بينما كانت نسبة 12% من المريضات راضيات بشكل جزئي

## معرض صور

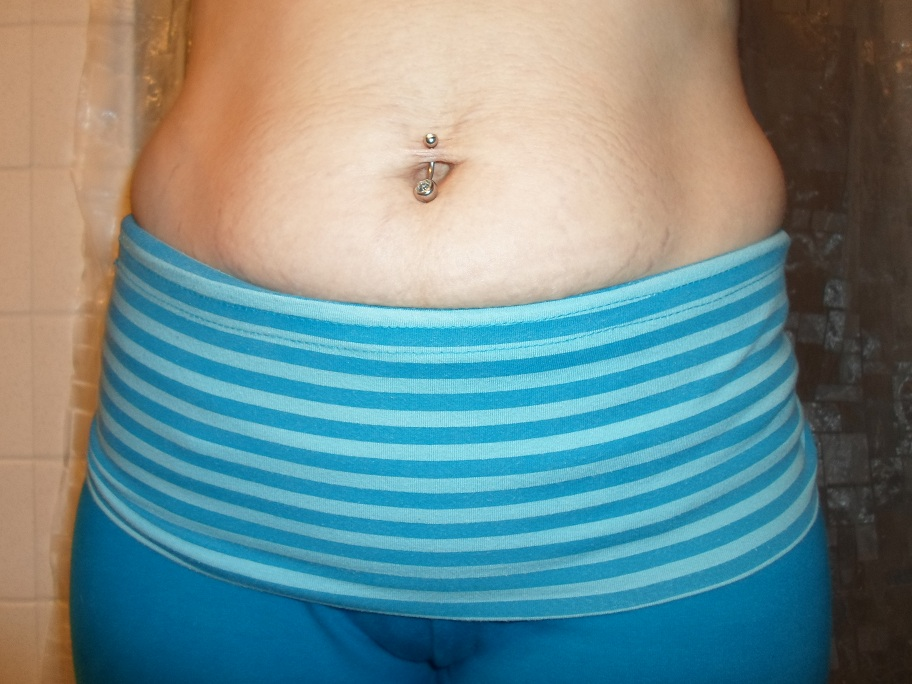
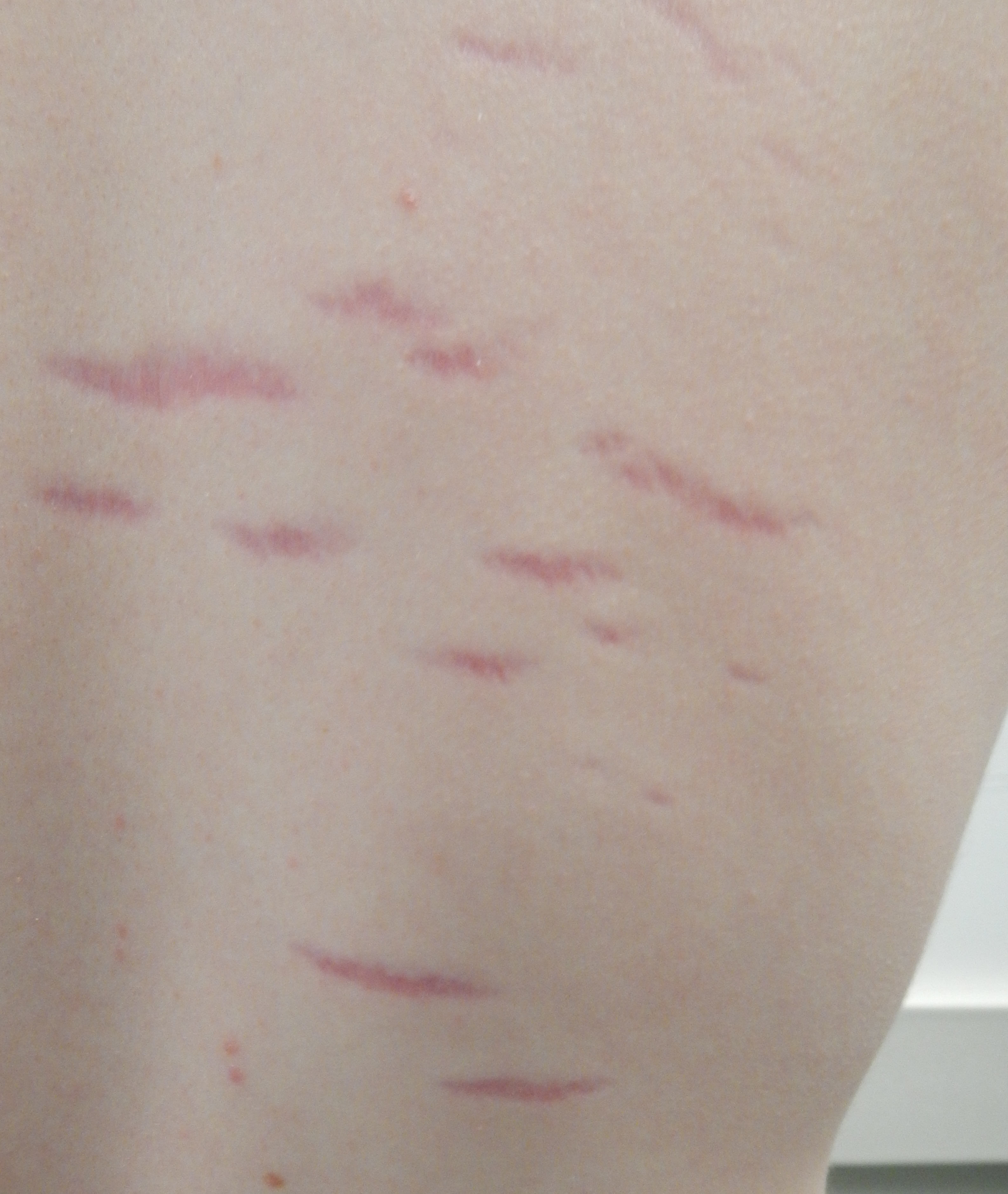
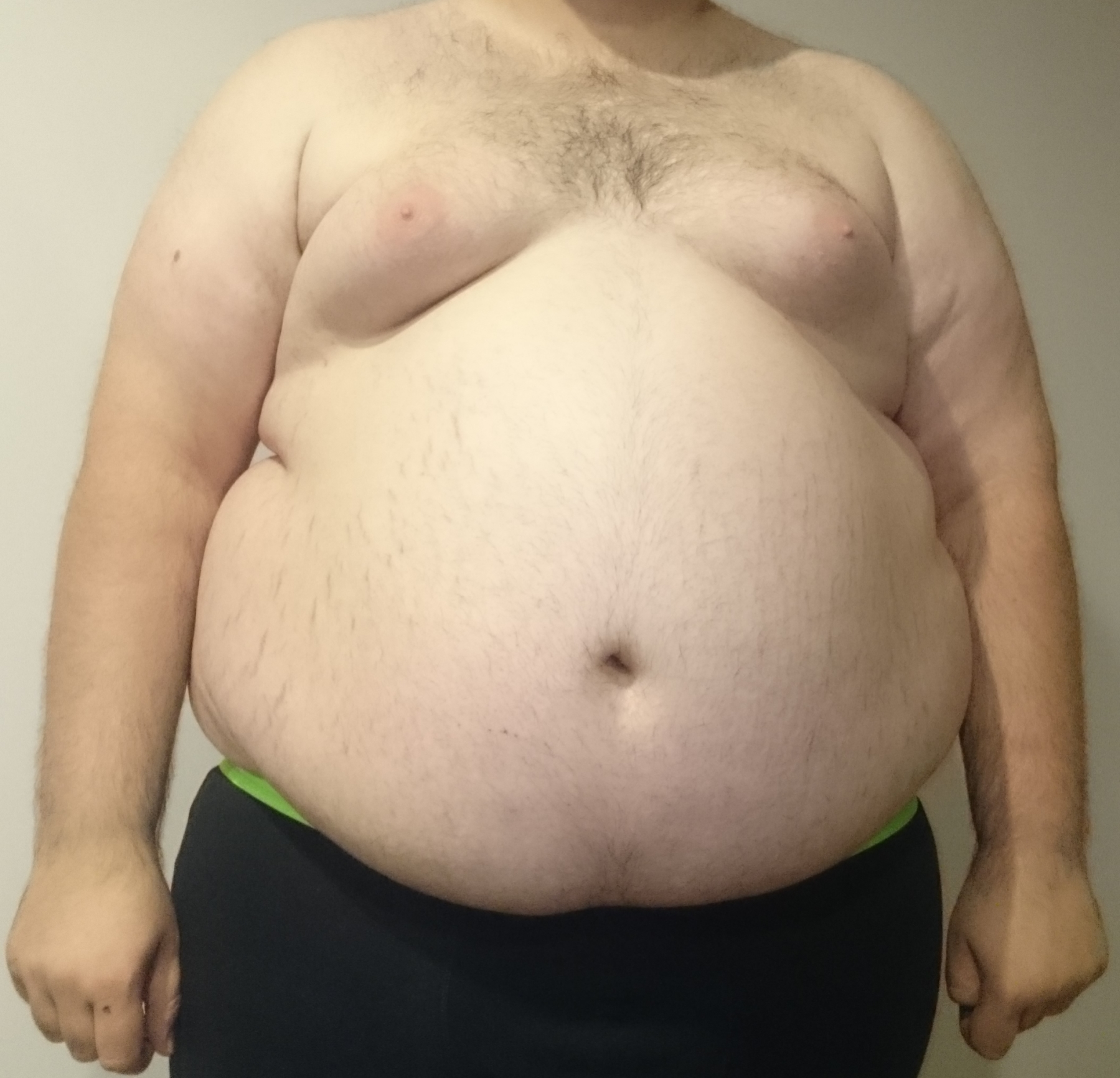
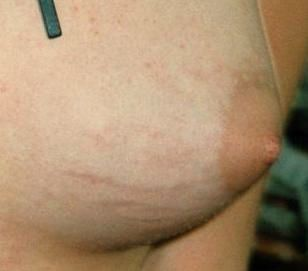
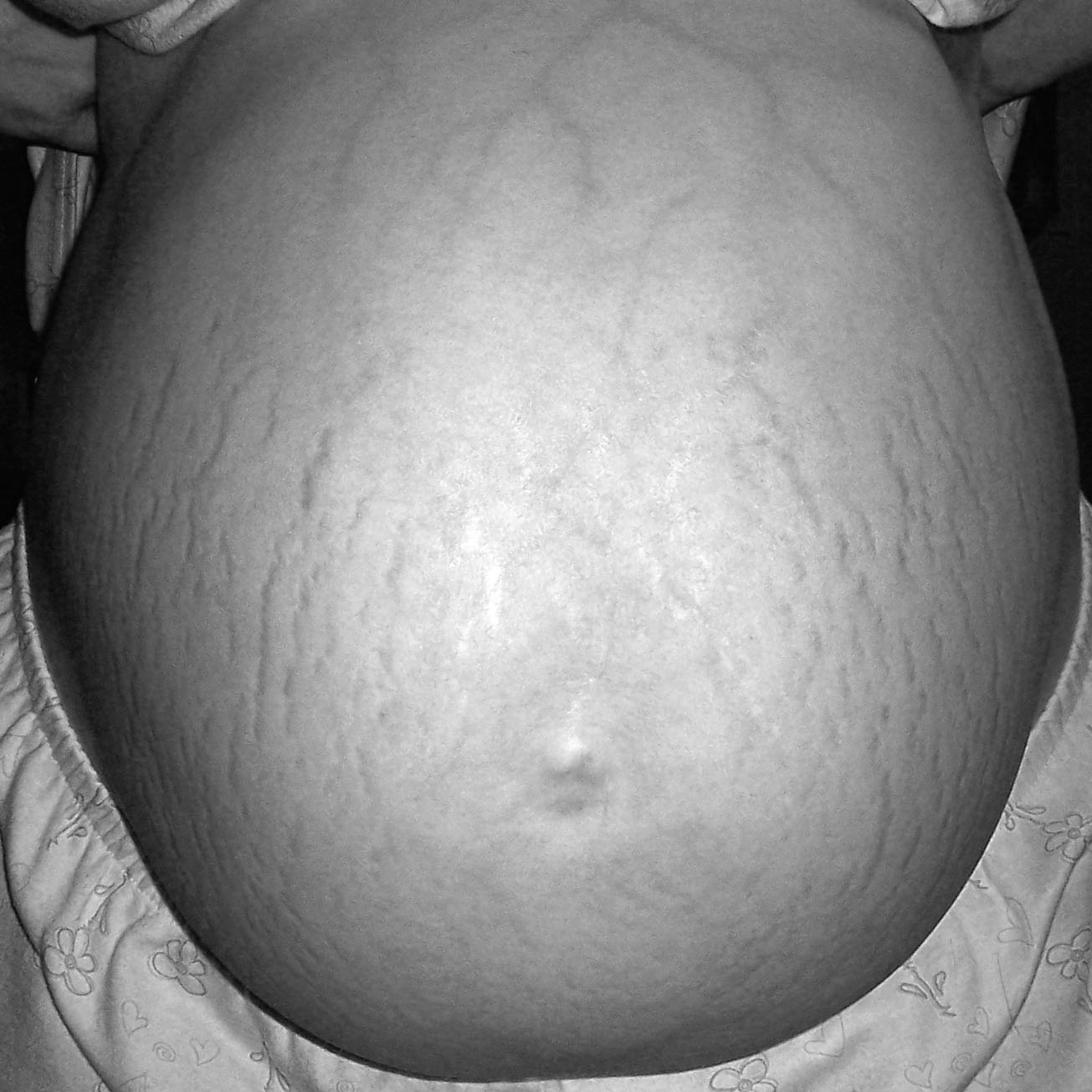